# Carlos Bello
Carlos Bello (Buenos Aires, 5 dicembre 1925 – 21 giugno 2001) è stato un calciatore argentino, di ruolo centrocampista.

## Carriera
Cresciuto nel Club social y deportivo Franja de Oro, formazione giovanile del Boca Juniors, venne acquistato dalla Sampdoria nel 1947-1948, insieme ai connazionali Juan Calichio e Óscar Garro. Tutti e tre giocarono poco (Garro non totalizzò alcuna presenza): Bello giocò 3 partite segnando un gol.
L'anno successivo si trasferì in Riviera al Sestri Levante in Serie C, e nel 1949-1950 disputò 10 partite, corredate da 2 reti, con l'Arsenaltaranto in Serie B. Stava giocando in Francia: Beziers Nazaires Sanit e la Svizzera, (1950/1952)
Successivamente ha proseguito l'attività di calciatore in Portogallo, prima allo Sporting e poi al Beira-Mar.